# 개성 숭양서원
숭양서원(崧陽書院)은 개성시 선죽동 자남산 소재한 조선시대의 지방 사설 교육기관이다. 
고려 말의 유학자 정몽주를 기념하여 1573년에 그가 살던 집에 서원을 세우고 문충당이라고 하였다.
1575년(선조 8) ‘숭양(崇陽)’이라는 사액(賜額)이 내려 국가 공인한 서원으로 승격되었고, 1668년(현종 9) 이후 김상헌, 김육(金堉) ·조익(趙翼) ·우현보(禹玄寶) 등을 추가로 배향하였다.
산 경사면에 여러 층의 축대를 쌓고 건물을 배치하였다. 담장으로 둘러싸인 첫 문이 삼문이고, 삼문 안에 동재와 서재 및 강당이 있으며, 강당 뒤에 사당이 있다. 서재와 등을 지고 부속 건물이 있다. 건물은 화려하게 장식하지 않았으나 지형을 합리적으로 이용하여 크고 작은 건물을 적절히 배치하고 조화시켜 높은 건축술과 예술적 재능을 잘 보여준다. 이 서원 건물은 사설 서원의 전형적인 모습을 그대로 보존하고 있다.